# Lubombo (vùng)
Lubombo là một vùng của Eswatini, nằm ở phía đông của đất nước. Vào năm 2017, dân số của vùng là 212.531 người. Trung tâm hành chính của nó là Siteki. Nó giáp với cả ba vùng khác: Hhohho ở phía tây bắc, Manzini ở phía tây, và Shiselweni ở phía nam, hai tỉnh Gaza, Maputo của Mozambique ở phía đông, tỉnh Mpumalanga của Nam Phi ở phía bắc và tỉnh KwaZulu-Natal của Nam Phi ở phía đông nam. Chỉ số phát triển con người vào năm 2017 là 0,575.

## Địa lý
Về mặt địa lý, khu vực này bị chi phối gần như hoàn toàn bởi dãy núi Lubombo. Vùng Lubombo là vùng cực đông trong bốn vùng của Eswatini, và cũng là vùng có diện tích lớn nhất: 5.849,11 km².

### Phân chia hành chính
Vùng này được chia thành 11 tinkhundla:
| Số thứ tự | Inkhundla      | Imiphakatsi                                                                              |
| --------- | -------------- | ---------------------------------------------------------------------------------------- |
| 1         | Dvokodvweni    | Enjabulweni, Etjedze, Malindza, Mampempeni, Mdumezulu, Mhlangatane, Sigcaweni            |
| 2         | Hlane          | Hlane, Khuphuka, Ntandweni, Sikhuphe                                                     |
| 3         | Lomahasha      | Lomahasha, Mafucula, Shewula, Tsambokhulu                                                |
| 4         | Lubuli         | Lubuli, Maloma, Nsoko                                                                    |
| 5         | Lugongolweni   | Langa, Makhewu, Mlindazwe, Sitsatsaweni                                                  |
| 6         | Bắc Matsanjeni | Lukhetseni, Mambane, Maphungwane, Tikhuba                                                |
| 7         | Mhlume         | Mhlume, Simunye, Tabankulu, Tshaneni, Vuvulane                                           |
| 8         | Mpholonjeni    | Kashoba, Ndzangu, Ngcina                                                                 |
| 9         | Nkilongo       | Crooks, Gamula, Lunkufu, Mayaluka, Ngcampalala                                           |
| 10        | Siphofaneni    | Hlutse, Kamkhweli, Macetjeni, Madlenya, Maphilingo, Mphumakudze, Nceka, Ngevini, Tambuti |
| 11        | Sithobela      | Luhlanyeni, Mamiza, Nkonjwa                                                              |